# Tish Daija
Tish Daija właśc. Matish Daija (ur. 30 stycznia 1926 w Szkodrze, zm. 3 października 2004 w Tiranie) – albański muzyk i kompozytor.

## Życiorys
Pochodził z rodziny rzemieślniczej. Jego ojciec i wuj grali w zespole muzycznym założonym przy towarzystwie patriotycznym Rozafat w Szkodrze. Tish zaczął śpiewać mając zaledwie 6 lat w chórze franciszkańskim kierowanym przez Martina Gjokę i Filipa Mazreku. Potem grał na klarnecie i saksofonie w zespole założonym przez Prenka Jakovę. Mając zaledwie trzynaście lat, komponował już pierwsze utwory, w tym bardzo popularne w rejonie Szkodry pieśni Cik, o mori cik czy Ndal bre vashe.
W czasie II wojny światowej uczył się w gimnazjum prowadzonym przez franciszkanów w Szkodrze. Po ukończeniu szkoły w 1946 rozpoczął pracę nauczyciela muzyki we Vlorze. W mieście tym zakładał zespoły muzyczne, ale także poświęcał sporo czasu drugiej swojej pasji życiowej – piłce nożnej. Przez 4 sezony występował w zespole Flamurtari na pozycji napastnika (w 1948 był najlepszym strzelcem zespołu z dorobkiem 11 goli).
W 1951 Daija wyjechał do Moskwy, gdzie kształcił się w konserwatorium im. Piotra Czajkowskiego w klasie kompozycji. Tam też został kapitanem drużyny piłkarskiej złożonej ze studentów konserwatorium i wystąpił w kilku meczach przeciwko drużynom uniwersyteckim. Studia ukończył w 1956, po czym wrócił do Albanii. W tym samym roku rozpoczął pracę w ministerstwie kultury i sztuki, organizując życie muzyczne w kraju. W 1962 został mianowany dyrektorem Zespołu Pieśni i Tańca, przez kolejne osiemnaście lat pełnienia przez niego tej funkcji zespół stał się jednym z najbardziej znanych w Albanii, występując wielokrotnie poza granicami kraju. Pracował także jako pedagog w Instytucie Sztuk w Tiranie.
W 1994 wyjechał do USA, gdzie przygotowywał wraz z Marie Dushaj edycję płytową pieśni albańskich. W 1998 organizował w Tiranie Międzynarodowy Festiwal Piosenki Dziecięcej.
Twórczość kompozytorska Daiji obejmuje kilkadziesiąt dzieł, w tym dwie opery, trzy operetki, dwa balety, a także symfonie, utwory wokalne, piosenki i utwory dla dzieci.
W 1999 został przyjęty w poczet członków Akademii Nauk Albanii. Za swoją działalność otrzymał w 1980 tytuł Artysty Ludu (alb. Artist i Popullit). Imię artysty nosi jedna z ulic w Tiranie (dzielnica Komuna e Parisit).
Był żonaty (żona Adelaida).

## Twórczość

### Opery
- 1960: Pranvera (Wiosna)
- 1980: Vjosa

### Operetki
- 1957: Leljaja
- 1967: Vjeshta e arte (Jesień sztuki)
- 1990: Lulet e Cajupit (Kwiaty Cajupiego)

### Balety
- 1963: Halili dhe Hajrija (Halil i Hajrija)
- 1972: Bijte e peshakatarit (Synowie rybaka)

### Inne utwory
- 1954: Kwartet na harfy
- 1955: Suita symfoniczna Nje dite pikniku (Dzień na pikniku)
- 1974: Fantazja na skrzypce i orkiestrę
- 1982: Koncert na fortepian i orkiestrę
- 1996: Mendim ne levizje (Myśl w ruchu) na wiolonczelę i fortepian
- 1977: Ngulmim fatal (Fatalny upór) na kontrabas i fortepian

### Muzyka filmowa
- 1957: Jej dzieci
- 1961: Debatik
- 1966: Komisarz Światła
- 1972: Bunt w mieszkaniu
- 1976: Dźwięki wojny